# Приозер'я (Калінінградська область)
Приозер'я (рос. Приозерье) — селище Славського району, Калінінградської області Росії. Входить до складу Славського міського поселення.
Населення — 356 осіб (2015 рік).

## Населення
| 2002 | 2010 |
| ---- | ---- |
| 349  | ↗356 |